# Buckbeak
Bằng mã (tiếng Anh: hippogriff) là một chimera lai giữa đại bàng - bằng và ngựa - mã. Chúng có nửa thân trước của đại bàng và nửa thân sau của ngựa. Về cơ bản, Bằng mã và Điểu sư (griffin) có nhiều điểm tương đồng về cấu tạo sinh học, chỉ khác khau ở nửa thân sau của hai loài - một bên là ngựa, bên kia là sư tử. Bằng mã không nổi tiếng trong các câu chuyện cổ tích hay thần thoại bằng điểu sư, rất có thể bằng mã là sản phẩm được tác giả J.K.Rowling tạo ra dựa trên hình tượng điểu sư.
Bằng mã có một nửa là đại bàng nên chúng ăn thịt, thức ăn chủ yếu của chúng là các động vật nhỏ như chim chóc, chuột hay ếch nhái...

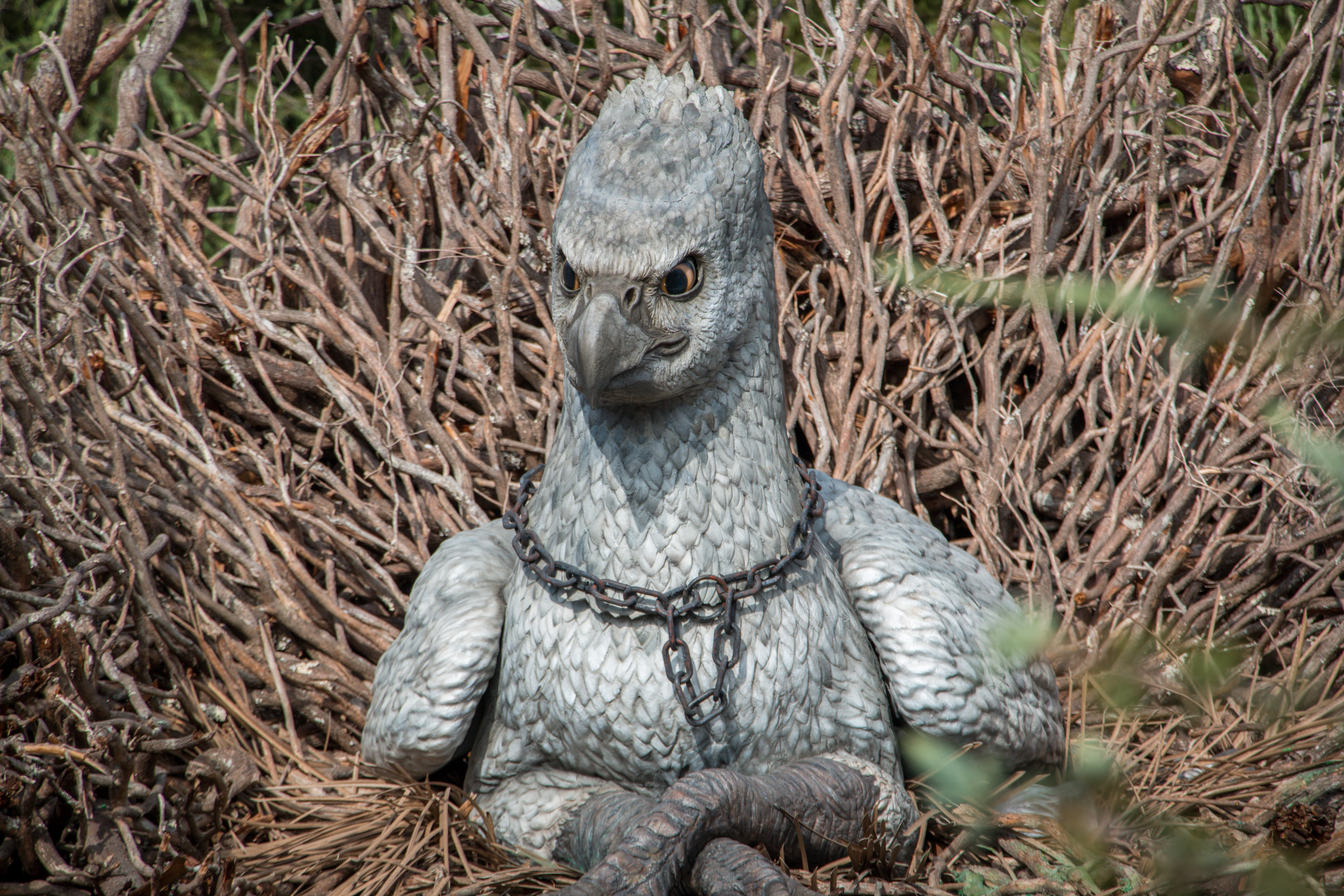
Bằng Mã Buckbeak

Điểu sư có một nửa là sư tử - vua của thảo nguyên và một nửa là đại bàng - vua của bầu trời nên Bằng mã được kế thừa tính cách cao ngạo với lòng tự trọng cao. Nếu gặp một con Bằng mã, không được tỏ vẻ chột dạ, lúng túng mà bắt buộc phải nhìn thẳng vào mắt nó cho dù sợ hãi, sau đó từ từ cúi chào một cách lịch sự. Nếu được Bằng mã coi là bạn, nó sẽ khuỵu chân trước xuống và chào lại, lúc này nó cho phép đối phương tiến lại gần, có thể vuốt ve và nô đùa, thậm chí những ai bạo dạn có thể trèo lên lưng Bằng mã để bay.
Rubeus Hagrid trong một tiết học về Sinh vật Huyền bí đã dẫn về một đàn Bằng mã để dạy cả lớp, tuy nhiên lên phim chỉ có duy nhất một con tên Buckbeak. Do coi thường những lời cảnh báo về tính cách của Bằng mã nên Draco Malfoy đã bị Buckbeak bổ gãy tay. Vì lý do này nên Buckbeak bị tuyên án tử hình bằng cách chặt đầu. Nhờ Harry và Hermione nên Buckbeak được giải thoát. Cụ Dumbledore đã nói với Harry nếu khôn khéo thì có thể cứu không chỉ một mạng sống, và sự thật thì Harry đã cứu tới 3 mạng: Sirius Black, Buckbeak và chính bản thân mình.
Sau khi được cứu, Sirius cưỡi Buckbeak bay khỏi trường Hogwarts và về sống ở ngôi nhà cũ của dòng họ Black tại số 12 đường Grimmauld. Khi Sirius chết, Buckbeak được trả về cho Hagrid và đổi tên thành Featherwing.